# سامسونج باي
سامسونج باي (بالإنجليزية: Samsung Pay) هي خدمة دفع عبر الهاتف المحمول ومحفظة رقمية تقدمها سامسونج للإلكترونيات. تتيح الخدمة للمستخدمين إجراء مدفوعات باستخدام الهواتف المتوافقة والأجهزة الأخرى التي تنتجها سامسونج. تدعم الخدمة المدفوعات غير التلامسية باستخدام اتصالات المجال القريب (NFC)، وتدعم أيضًا محطات الدفع ذات الشريط المغناطيسي - فقط من خلال دمج الإرسال الآمن المغناطيسي. في بلدان مثل الهند، تدعم أيضًا دفع الفواتير.
تم إطلاق الخدمة في كوريا الجنوبية في 20 أغسطس 2015 وفي الولايات المتحدة في 28 سبتمبر من نفس العام. في عام 2016، في المعرض الدولي للإلكترونيات الاستهلاكية (CES 2016)، أعلنت شركة الاتصالات عن طرح سامسونج باي قريبًا لمجموعة متنوعة من البنوك في أستراليا والبرازيل وإسبانيا وسنغافورة. والأن في عام 2025 الخدمة توسعت واصبحت متاحة في 40 دولة.

## خدمة
وقد وضعت سامسونج الدفع من حقوق الملكية الفكرية للووب باي (LoopPay)، واستحوذت على شركة ناشئة من تمويل جماعي في فبراير 2015 ما يقدر بنحو 300 مليون دولار، وهي واحدة من أكبر عمليات الاستحواذ التي أدلت بها الشركة. تدعم الخدمة كلاً من أنظمة الدفع عبر الهاتف المحمول المستندة إلى الاتصال قريب المدى (NFC) (والتي يتم منحها الأولوية عند اكتشاف الدعم)، بالإضافة إلى تلك التي تدعم الأشرطة المغناطيسية فقط. يتم تحقيق ذلك من خلال تقنية تُعرف باسم النقل الآمن المغناطيسي (MST)، والتي تحاكي انتقاد شريط مغناطيسي دائم عبر القارئ عن طريق توليد شكل الموجة المغناطيسية القريبة من المجال مباشرة. صرح مطورو لووب باي أنه بسبب هذا التصميم، ستعمل التقنية مع «ما يقرب من 90٪» من جميع وحدات نقاط البيع في الولايات المتحدة (والتي تستثني المحطات الطرفية التي تتطلب إدخال البطاقة فعليًا حتى تعمل).
على الهواتف، يتم تشغيل قائمة سامسونج باي عن طريق التمرير من أسفل الشاشة. يمكن تحميل بطاقات الائتمان والخصم والولاء المختلفة في التطبيق، واختيارها عن طريق التمرير السريع بينها على الشاشة.
في كوريا الجنوبية، يمكن استخدام سامسونج باي للمدفوعات عبر الإنترنت وسحب الأموال من أجهزة الصراف الآلي التابعة لبنوك محددة.
في البر الرئيسي للصين، تدعم سامسونج باي المدفوعات داخل التطبيق ومدفوعات رمز الاستجابة السريعة (أليباي ووي تشات باي) وبطاقات النقل العام في بكين وشنغهاي وقوانغتشو وشنتشن ومدن أخرى.
في هونغ كونغ، يمكن ربط سامسونج ببطاقات الأخطبوط، المسماة الأخطبوط الذكي (Smart Octopus)، لإجراء مدفوعات إلكترونية مع خدمة القيمة المخزنة للمدفوعات في الأنظمة عبر الإنترنت أو غير المتصلة بالإنترنت.
في الهند، تدعم سامسونج باي نظام يو بي آي/بهارات كيو أر الحكومي. كما تدعم سداد الفواتير عبر نظام بهارات لسداد الفواتير.

## حماية
تستند إجراءات أمان سامسونج باي إلى تقنيات سامسونج نوكس وبينة إيه آر إم؛ يتم تخزين معلومات بطاقة الائتمان في رمز آمن. يجب مصادقة المدفوعات باستخدام مسح بصمات الأصابع أو رمز المرور.
لن يعمل سامسونج باي مع الأجهزة التي تم تعطيل جزء الضمان الخاص بها على نوكس (Knox).

## التوفر

التوفر العالمي لسامسونج باي

| عدد الدول | تاريخ (بتسلسل زمني)         | دعم بطاقات الدفع الصادرة في |
| --------- | --------------------------- | --------------------------- |
| 1         | 20 أغسطس 2015               | كوريا الجنوبية              |
| 2         | 28 سبتمبر 2015              | الولايات المتحدة            |
| 3         | 29 مارس 2016                | الصين                       |
| 4         | 2 يونيو 2016                | إسبانيا                     |
| 5         | 15 يونيو 2016               | أستراليا                    |
| 6         | 16 يونيو 2016               | سنغافورة                    |
| 7         | 13 يوليو 2016               | بورتوريكو                   |
| 8         | 19 يوليو 2016               | البرازيل                    |
| 9         | 28 سبتمبر 2016              | روسيا                       |
| 10        | 8 نوفمبر 2016               | كندا                        |
| 11        | 8 فبراير 2017               | تايلاند                     |
| 12        | 24 فبراير 2017              | ماليزيا                     |
| 13        | 22 مارس 2017                | الهند                       |
| 14        | 27 أبريل 2017               | السويد                      |
| 15        | 27 أبريل 2017               | الإمارات العربية المتحدة    |
| 16        | 16 مايو 2017                | المملكة المتحدة             |
| 17        | 23 مايو 2017                | سويسرا                      |
| 18        | 23 مايو 2017                | تايوان                      |
| 19        | 25 مايو 2017                | هونغ كونغ                   |
| 20        | 28 سبتمبر 2017              | فيتنام                      |
| 21        | 15 نوفمبر 2017              | بيلاروسيا                   |
| 22        | 30 يناير 2018               | المكسيك                     |
| 23        | 22 مارس 2018                | إيطاليا                     |
| 24        | 26 أبريل 2018               | فرنسا                       |
| 25        | 21 أغسطس 2018               | جنوب أفريقيا                |
| 26        | 23 مارس 2019                | إندونيسيا                   |
| 27        | 21 يناير 2020               | كازاخستان                   |
| 28        | 20 سبتمبر 2020[بحاجة لمصدر] | الكويت                      |
| 29        | 28 أكتوبر 2020              | ألمانيا                     |
| 30        | 23 أغسطس 2022               | قطر                         |
| 31 32 33  | 31 أكتوبر 2022              | الدنمارك فنلندا النرويج     |
| 34        | 11 ديسمبر 2022              | مملكة البحرين               |
| 35        | 28 أبريل 2024               | سلطنة عُمان                  |
| 36        | 9 ديسمبر 2024               | المملكة العربية السعودية    |
| 37 38 39  | 7 فبراير 2025               | لوكسمبورغ بلجيكا هولندا     |
| 40        | 25 فبراير 2025              | اليابان                     |

في مايو 2016، تم الإبلاغ عن أن شركة سامسونج كانت تطور خدمة عرضية تعرف باسم سامسونج باي ميني. يتم استخدام هذه الخدمة للمدفوعات عبر الإنترنت فقط، كما يتم استهدافها كخدمة متعددة المنصات.
في يناير 2017، أكدت سامسونج أن سامسونج باي ميني لن يعمل فقط على أجهزة جالكسي الخاصة بها ولكن على هواتف الأندرويد الأخرى أيضًا، طالما أنها تعمل بنظام أندرويد لوليبوب أو أعلى ولديها دقة شاشة تبلغ 1280×720 بكسل أو أعلى.
في يونيو 2017، أطلقت سامسونج سامسونج باي ميني والمتوفر حاليًا على جالكسي جيه 7 / ماكس (في الهند).
التوفر محدود ليس فقط على أساس مكان إصدار بطاقة الدفع، ولكن أيضًا على أساس رمز منطقة الهاتف (CSC). وبالتالي، لا يمكن للهاتف المصمم لمنطقة غير مدعومة استخدام سامسونج باي حتى لو كان موجودًا فعليًا في منطقة مدعومة ولديه شريحة (SIM) محلية. الخطأ غير ذي الصلة «خطأ اتصال - تعذر الاتصال بـ سامسونج باي مؤقتًا - حاول مرة أخرى لاحقًا.» هكذا تُظهر سامسونج باي عن هذه المشكلة.
في يونيو 2020، أعلنت شركة سامسونج عن شراكة بين سامسونج باي وكرف (Curve) وماستركارد لإطلاق بطاقة سامسونج باي في المملكة المتحدة والمزيد من دول التجوال الأوروبية حيث يكون لدى كرف عملاء في وقت لاحق من عام 2020.

## مقارنة بالدفع الفوري
في أنظمة الدفع القائمة على المحفظة الرقمية مثل باي بال وآبل باي وأليباي ووي شتات باي وما إلى ذلك، يتلقى المستخدمون إشعارًا فوريًا بالمعاملة، ولكن يتم تحويل الأموال في أحسن الأحوال في يوم العمل التالي. يعتمد وقت التسوية على طريقة الدفع التي يختارها العميل، بينما بالنسبة لأنظمة الدفع الفوري، يتم تحويل الأموال في غضون ثوانٍ أو دقائق.

## الأجهزة المتوافقة

### الهواتف الذكية الرائدة

#### جالكسي إس
- سامسونج جالكسي إس 6 (بما في ذلك إس 6 إيدج وأكتيف وإيدج+؛ إس 6 وإس 6 إيدج وإس 6 أكتيف؛ تقنية إم إس تي (MST) محدودة في بعض الأسواق، تتوفر تقنية إن إف سي (NFC) في جميع الأنواع)
- سامسونج جالكسي إس 7 (بما في ذلك إس 7 إيدج وأكتيف)
- سامسونج جالكسي إس 8 (بما في ذلك إس 8+ وأكتيف)
- سامسونج جالكسي إس 9 (بما في ذلك إس 9+)
- سامسونج جالكسي إس 10 (بما في ذلك إس 10 إي وإس 10+ وإس 10 5 جي و S10 لايت) (NFC فقط لـ إس 10 لايت)
- سامسونج جالكسي إس 20 (بما في ذلك إس 20 5 جي وإس 20+ وإس 20+ 5 جي وإس 20 ألترا 5 جي)
- سامسونج جالكسي إس 20 إف إي (بما في ذلك إس 20 إف إي 5 جي) (NFC فقط لـ إس 20 إف إي 5 جي)
- سامسونج جالكسي إس 21 (بما في ذلك إس 21+ وإس 21 ألترا) (NFC فقط لجميع أنواع إس 21)

#### جالكسي نوت
- سامسونج جالكسي نوت 5
- سامسونج جالكسي نوت إف إي
- سامسونج جالكسي نوت 8
- هاتف سامسونج جالكسي نوت 9
- سامسونج جالكسي نوت 10 (بما في ذلك نوت 10+ ونوت 10 5 جي ونوت 10+ 5 جي ونوت 10 لايت) (NFC فقط لـ نوت 10 لايت)
- سامسونج جالكسي نوت 20 (بما في ذلك نوت 20 5 جي ونوت 20 ألترا ونوت 20 ألترا 5 جي)

#### جالاكسي زي
- سامسونج جالكسي فولد (بما في ذلك فولد 5 جي)
- سامسونج جالكسي زي فليب (بما في ذلك زي فليب 5 جي)
- سامسونج جالكسي زي فولد 2 (بما في ذلك زي فولد 2 5 جي)

### الهواتف الذكية متوسطة المدى

#### جالكسي أي
- سامسونج جالكسي أي 5 (2016)، أي 7 (2016)، أي 8 (2016)، أي 9 (2016) وأي 9 برو (2016)
- سامسونج جالكسي أي 3 (2017) وأي 5 (2017) وأي 7 (2017)
- سامسونج جالكسي أي 6/أي 6+ (متاح فقط لبلدان محددة، NFC فقط)
- سامسونج جالكسي أي 8 (2018) (بما في ذلك أي 8+ (2018) وأي 8 ستار (2018)، NFC فقط لـ أي 8 ستار (2018))
- سامسونج جالكسي أي 7 (2018) وأي 9 (2018) (NFC فقط)
- سامسونج جالكسي أي 40، أي 50، أي 70 وأي 80 (متاح فقط لبلدان محددة، NFC فقط)
- أنواع سامسونج جالكسي أي 30 وأي 40 وأي 50 وأي 70 (NFC فقط)
- سامسونج جالكسي أي 9 5 جي (متاح فقط لبلدان محددة، NFC فقط)
- سامسونج أي 21، أي 31، أي 51، أي 51 5 جي، أي 71، أي 71 5 جي (NFC فقط)

#### جالكسي جيه
- سامسونج جالكسي جيه 5 & جيه 7 (2016) (متوفر فقط في بلدان محددة)
- سامسونج جالكسي جيه 5 (2017) / جيه 5 برو (متاح فقط لبلدان محددة)
- سامسونج جالكسي جيه 7 (2017) / جيه 7 برو (متاح فقط لبلدان محددة)
- سامسونج جالكسي جيه 7 ماكس (2017) (متاح فقط لبلدان محددة)

#### جالكسي سي وغيرهم
متاح لمستخدمي سامسونج باي في هونغ كونغ وماكاو والصين.
- سامسونج جالكسي سي 5 وسي 5 برو
- سامسونج جالكسي سي 7 وسي7 برو
- سامسونج جالكسي سي 9 وسي 9 برو
- سامسونج جالكسي أون 5 (2016) (المعروف أيضًا باسم جالكسي جيه برايم 5 في البلدان الأخرى)
- سامسونج جالكسي أون 7 (2017) (المعروف أيضًا باسم جالكسي جيه 7 برايم في البلدان الأخرى)
- سامسونج دبليو 2017 (هاتف ذكي بخلاف جالكسي)
- سامسونج دبليو 2018 (هاتف ذكي بخلاف جالكسي)

### ساعات ذكية
- سامسونج جير إس 2  [لغات أخرى]‏ (NFC فقط)[48][49]
- سامسونج جير إس 3  [لغات أخرى]‏ (NFC و MST) (لا يتوفر في بعض البلدان مثل إسبانيا)
- سامسونج جير سبورت (NFC فقط)
- سامسونج جالكسي واتش (NFC فقط)
- سامسونج جالكسي واتش أكتيف  [لغات أخرى]‏ (NFC فقط)
- سامسونج جالكسي واتش أكتيف 2  [لغات أخرى]‏ (NFC فقط)
- سامسونج جالكسي واتش 3 (NFC فقط)